# 天野家四つ子は血液型が全員違う。
『天野家四つ子は血液型が全員違う。』（あまのけよつごはけつえきがたがぜんいんちがう。）は、空えぐみによる日本の漫画作品。『週刊ヤングジャンプ』（集英社）2015年32号から2016年19号まで連載。

## 登場人物
八代誠司（やしろ せいじ）
化学教諭。1年2組担任。全く特徴の違う天野家の四つ子に興味を持つ。その由来が血液型の違いにあると仮定し、今後の生徒たちへの教育に役立てることを目的に観察を始める。その目的は明かしておらず、無言で四姉妹を観察することが多いため、周囲から怪しい先生扱いされることも多い。
天野あさひ（あまの あさひ）
天野家の長女。血液型はA型。ギャル風のメイクやファッションをしている。日直の掃除を念入りに行う、教室における上座を意識するなど、性格は極端に几帳面。
天野まひる（あまの まひる）
天野家の次女。血液型はB型。ロングヘアが特徴。性格はマイペースかつマイノリティ主義者。たとえ自分がやりたいことでも結果として周囲と合わせることになったら徹底的に我慢をする。
天野ゆう（あまの ゆう）
天野家の三女。血液型はO型。ショートヘアと八重歯が特徴。明るく社交的だが、やや思いこみが激しい。
天野こよる（あまの こよる）
天野家の四女。血液型はAB型。姉妹の中で最も背が低い。あまり自分の感情を表に出さないが、苦手な人とは物理的に距離を置く。誠司曰く「祖母の家の猫に似ている」。

## 備考
天野家のように、A型・B型・O型・AB型の子供が生まれる両親の血液型の組み合わせは、AOを遺伝子型としたA型と、BOを遺伝子型としたB型の組み合わせしかない。

## 書誌情報
- 空えぐみ 『天野家四つ子は血液型が全員違う。』 集英社〈ヤングジャンプ・コミックス〉、全2巻
  1. 2016年2月24日第1刷発行（2月19日発売[集 1]）、ISBN 978-4-08-890420-7
  2. 2016年7月24日第1刷発行（7月19日発売[集 2]）、ISBN 978-4-08-890448-1